# 蓋瑞·卡特
蓋瑞·艾德蒙·卡特（英語：Gary Edmund Carter，1954年4月8日—2012年2月16日），綽號「小子」，為美國職棒大聯盟的捕手。生涯長期效力於博覽會與大都會兩隊。
卡特生涯一共入選11次明星賽，並在1986年跟著大都會拿下世界大賽冠軍。該年他在國聯冠軍賽第5場敲出延長賽再見安打，還在世界大賽第6場延長賽敲出關鍵安打帶起反攻氣勢。
卡特是大都會隊史上唯四位擔任過隊長的球員之一，而他的背號8號也被博覽會隊退休。
2003年，卡特成功入選名人堂。他也成為第一位以博覽會球員身分入選的選手。

## 職業生涯

### 蒙特婁博覽會
1972年大聯盟選秀，博覽會在第三輪選走卡特。1974年，他在春訓期間的好表現，也讓他獲得了「小子」這個綽號。
那年他在3A敲出23轟與83分打點，因此他在9月份趁著擴編登上大聯盟。9月18日，卡特敲出大聯盟首安。10天後，他敲出生涯首轟。
1975年，他主要擔任捕手和右外野手。這年他首度入選明星賽，不過他只在9局上接替彼得·羅斯上場守備而已。這年他的打擊率為2成70，並敲出17轟與68分打點。不過他在國聯新人王票選上惜敗給John Montefusco。另外他還獲選為博覽會隊年度最佳球員(另外三次分別是1977、1980、1984年)。
1976年，他因為手指受傷導致出賽減少至91場，該年他的打擊率為2成19，並敲出6轟與38分打點。1977年，由於三位年輕外野手Warren Cromartie、Ellis Valentine和安德烈·道森都已經站穩外野手的先發位置，加上前主戰捕手Barry Foote被交易到費城人，因此卡特成為球隊的主力捕手。這年他敲出了31轟與84分打點。1980年，他敲出29轟與101分打點。他不僅拿下生涯首座金手套獎，還在MVP票選拿下第二名。
1981年5月10日，卡特接捕了Charlie Lea的無安打比賽。這年卡特首度入選明星賽先發，並在明星賽敲出2轟，強勢拿下明星賽MVP。1981年國家聯盟冠軍賽，卡特的打擊率高達4成38。不過最後道奇靠著瑞克·蒙戴的超前全壘打打進了世界大賽。
1984年明星賽，卡特敲出全壘打，幫助國聯2比1險勝美聯。這年他再次拿下明星賽MVP，另外他該年打回106分打點、159場出賽、2成94打擊率、175支安打與290個壘打數皆創下個人新高。
不過博覽會這年僅拿下分區第五，決定重建的博覽會隊因此將隊上薪資最高的卡特交易至大都會，換來Hubie Brooks、Mike Fitzgerald、Herm Winningham和Floyd Youmans。

### 紐約大都會
在大都會的首場比賽，卡特便在延長賽敲出致勝轟。這年大都會與紅雀一路爭奪分區冠軍，不過最後大都會以98勝輸給紅雀隊的101勝，無緣拿下分區龍頭。而卡特在大都會的第一年繳出32轟與100分打點的成績，這年他和隊友德懷特·古登和基斯·赫南德茲都在MVP票選拿下前10名。

#### 1986年世界大賽
1986年，大都會強勢拿下108勝，並且領先第二名的費城人多達21.5場的勝差。卡特雖然在國聯冠軍賽的打擊率只有1成48，不過他在第5場敲出再見安打。
這年大都會順利闖進世界大賽，而卡特在世界大賽的打擊率為2成76。他在第4場更是兩度將球打過綠色怪物後方。第6場10局上2出局後，卡特擊出安打上壘，而球隊也從他開始開啟一連串攻勢得到3分。為後球隊1分險勝紅襪，拿下世界大賽冠軍。這年卡特在MVP票選上拿下第三名。

#### 生涯300轟
1987年，卡特繳出2成35的打擊率，生涯全壘打數也累積到291轟。1988年5月16日，才開季1個多月，卡特便將開轟數推到299轟。不過他卻開始經歷撞牆期，整個6、7月份完全沒有開轟。8月11日，他終於在瑞格利球場敲出生涯300轟。而他也在這年與隊友Hernandez共同擔任球隊隊長。這年他只敲出11轟與46分打點，不過他的累積接殺數來到10360次，超越比爾·弗里罕成為捕手之最。
這年大都會拿下100勝挺進季後賽，不過他們在國聯冠軍賽輸給道奇。1989年，卡特僅出賽50場，打擊率下滑至1成83。因此球隊在球季結束後將他給釋出。

### 生涯後期
在被大都會釋出後，卡特很快便加入巨人隊。他與Terry Kennedy共同分擔捕手工作，那年他的打擊率為2成54，並敲出9轟。1991年，他加入了道奇隊。這年道奇跟勇士在爭奪國聯東區龍頭，不過道奇以1場勝差輸給勇士。
1992年，卡特回到他的老東家博覽會隊。儘管當時他已37歲，隊友仍稱呼他為「小子」。9月27日，卡特在職業生涯最後一個打席敲出二壘安打，為他的職業生涯畫下完美的句點。不過博覽會這年拿下87勝75敗，在分區僅拿下第二名，無緣衝擊季後賽。
卡特以捕手身分敲出298轟為捕手史上第六高，防守率高達9成91，另有11785次接殺。而他也接捕了127次完封比賽，為捕手史上第六多。

## 生涯打擊紀錄
| 出賽次數 | 打席 | 打數 | 得分 | 安打 | 二安 | 三安 | 全壘打 | 打點 | 盜壘 | 保送 | 三振 | 打擊率 | 上壘率 | 長打率 | 守備率 |
| -------- | ---- | ---- | ---- | ---- | ---- | ---- | ------ | ---- | ---- | ---- | ---- | ------ | ------ | ------ | ------ |
| 2296     | 9019 | 7971 | 1025 | 2092 | 371  | 31   | 324    | 1225 | 39   | 848  | 997  | .262   | .335   | .439   | .991   |

## 名人堂
2003年1月7日，卡特和艾迪·莫瑞一同入選名人堂。卡特也成為博覽會隊史第一位名人堂選手。同年博覽會也將他的8號球衣退休。
2001年，卡特入選大都會名人堂。儘管大都會沒有正式退休他的背號8號，不過到目前為止仍未讓其他球員使用。
這年他與Dave McKay一同入選加拿大棒球名人堂。

## 個人生活
卡特在1975年結婚，並育有3名子女。他的女兒Kimmy曾是大學壘球隊教練。
2011年5月，卡特的腦部長了4顆惡性腫瘤。後來醫生證實他罹患了膠質母細胞瘤，而且已經無法根治。為了進行治療，他也因此無法趕上他指導的大學棒球隊開幕戰。
2012年2月16日，卡特因病去世，享年57歲。2014年3月28日，在藍鳥隊與大都會於蒙特婁舉辦的比賽賽前，大聯盟舉辦了紀念卡特的活動，並由卡特的遺孀和他女兒出席。

## 外部連結
- 蓋瑞·卡特在美國職棒（英语）
- 蓋瑞·卡特在Baseball-Reference.com（大聯盟）（英语）
- 蓋瑞·卡特在Baseball-Reference.com（小聯盟以及海外聯盟）（英语）
- 蓋瑞·卡特在SABR（英语）
- 蓋瑞·卡特在ESPN（MLB）（英语）
- 蓋瑞·卡特在FanGraphs.com（英语）
- 蓋瑞·卡特在The Baseball Cube（英语）
- 蓋瑞·卡特在Baseball Hall of Fame（英语）
- 蓋瑞·卡特在加拿大棒球名人堂（英语）
- 蓋瑞·卡特在Florida Sports Hall of Fame（英语）
- 蓋瑞·卡特在Quebec Sports Hall of Fame（法语）
- 蓋瑞·卡特在台灣棒球維基館上的頁面（繁體中文）